# ササメ
ザ・シャーク（1976年1月16日 - ）は、日本のプロレスラー。茨城県日立市出身。シアタープロレス花鳥風月所属。素顔ではミュージシャン「ウクレレゴールデン笹目」としてもYouTuber活動もしている。
週刊プロレス選手名鑑2022には「ザ・シャーク」で掲載された。

## 来歴
2003年9月13日、PRO-WRESTLING SSSにおいて「ササメ」としてデビューした。

グレートプロレスリングへのレギュラー参戦などを経て、ターザン後藤一派に転戦した。

2007年に浅草ファイトクラブでの『ローカルインディー合同興行』でブレイク、その後は様々なインディー団体に参戦するなど活躍の場を広げ、｢ササメマン｣などのリングネームを多様化。

｢サターン｣としてはターザン後藤率いるスーパーFMWの主要メンバーであった。

2017年6月13日新木場1stRINGにおけるアップルスタープロレスにて｢ササメ｣として突如リング復帰を果たした。
一方、ジャズギタリスト、シンガーソングライターとして「闘うミュージシャン」としても活動する。
2018年。王子ファイティングクラブ会員となり、覆面レスラー「ザ・シャーク」としてシアタープロレス花鳥風月に所属。
2022年、選挙活動を開始すると発表。
西東京市議会議員選挙（2022年12月18日告示、25日投開票）に東京新党16公認で出馬。「新世代の住みやすい街」「いつでも脱げるマスクマン」を標語としたが落選した。

## 得意技
- ササメロック
- ササメ落とし
- 飛びつき腕逆十字固め
- ビクトル式三角締め

## タイトル歴
- 2004年9月11日、『PRO-WRESTLING SSS バーデガカップ2004』優勝
- 2018年5月27日、SSS認定リアルワールドタッグ王座（第10代／パートナーはナカタ・ユウタ）